# Самоанская веерохвостка
Самоанская веерохвостка (лат. Rhipidura nebulosa) — вид воробьиных птиц из семейства веерохвостковых. Является эндемиком Самоа. Встречается на островах Уполу и Савайи.

## Описание
Оперение по большей части тёмно-серовато-коричневое с чисто белым подхвостьем, чёрным хвостом и светлым (белым или бледно-дымного цвета) горлом. За глазами — белое пятно. Как и остальные веерохвостки часто распускает веером свой длинный хвост. Обычные звуки — тихое чириканье. Иногда подражает голосам других видов птиц.

## Распространение и места обитания
Самоанская веерохвостка описывается как обычный и широко распространенный вид на острове Уполу и имеющий ограниченное распространение на острове Савайи.
Населяет влажные низинные и горные леса в тропических и субтропических регионах. Предпочитает первичные и вторичные тропические леса, но мирится с антропогенными ландшафтами: плантациями и садами.

## Подвиды
Согласно данным IOC выделяется 2 подвида:
- R. n. altera Mayr, 1931
- R. n. nebulosa Peale, 1849

## Родственные виды
Вместе с близкородственными тёмной веерохвосткой (R. tenebrosa), веерохвосткой Реннелла (R. rennelliana), кандавуской веерохвосткой R. personata, горной веерохвосткой и R. verreauxi образует комплекс видов.

## Охранный статус
Самоанская веерохвостка была включена в Красную книгу Международного союза охраны природы (IUCN) только в 2016 году. Относится к видам, вызывающим наименьшие опасения (LC).